# سرمایه‌گذاری وارف
سرمایه‌گذاری وارف (انگلیسی: Wharf Investment) شرکت سرمایه‌گذاری هنگ کنگی است، که در سال ۲۰۱۷ توسط شرکت وارف تأسیس شد.